# Unione Sportiva Cagliari 1947-1948
Questa pagina raccoglie le informazioni riguardanti l'Unione Sportiva Cagliari nelle competizioni ufficiali della stagione 1947-1948.

## Stagione
Dopo sette anni, la società ritorna a disputare campionati nazionali. Anche dopo la fine della Seconda guerra mondiale, infatti i collegamenti navali civili fra la Sardegna e l’Italia non erano stati ancora ripristinati pertanto la squadra disputò fino al 1947 il Campionato Sardo, fuori dalla piramide calcistica italiana. Nonostante il terzo posto della stagione precedente, risolti i problemi logistici, la squadra venne riammessa nei campionati nazionali per meriti sportivi e caratteristiche infrastrutturali e venne piazzata in Serie B, mentre Carbonia e Torres in C a discapito della vincitrice Sant'Elena
La stagione fu tribolata e i rossoblù, inseriti nel girone A delle squadre del Nord Italia, risultarono decisamente più deboli, concludendo il campionato all'ultimo posto con 18 punti. Un campionato comunque ostico che previde 11 retrocessioni su 18 partecipanti a causa del pianificato ripristino della serie cadetta a girone unico.

## Rosa
| N. |                   | Ruolo | Calciatore          |
| -- | ----------------- | ----- | ------------------- |
|    | Italia (bandiera) | D     | Alfredo Aliprandi   |
|    | Italia (bandiera) | C     | Alfredo Atzeni      |
|    | Italia (bandiera) | A     | Marco Atzeni        |
|    | Italia (bandiera) | D     | Mondo Busetto       |
|    | Italia (bandiera) | D     | Giovanni Cabella    |
|    | Italia (bandiera) | D     | Mario Caddeo        |
|    | Italia (bandiera) | D     | Gaetano Candura     |
|    | Italia (bandiera) | C     | Enrico Cocco        |
|    | Italia (bandiera) | D     | Domenico Farris     |
|    | Italia (bandiera) | A     | Antonio Fiori       |
|    | Italia (bandiera) | C     | Ugo Fiorillo        |
|    | Italia (bandiera) | D     | Nino Gnocchi        |
|    | Italia (bandiera) | C     | Silvestro Grandesso |
|    | Italia (bandiera) | A     | Amedeo Hellies      |

| N. |                   | Ruolo | Calciatore          |
| -- | ----------------- | ----- | ------------------- |
|    | Italia (bandiera) | C     | Antonio Idili       |
|    | Italia (bandiera) | D     | Felice Maligoi      |
|    | Italia (bandiera) | A     | Ugo Mamberti        |
|    | Italia (bandiera) | C     | Antonio Marelli     |
|    | Italia (bandiera) | A     | Luigi Matta         |
|    | Italia (bandiera) | C     | Norberto Piccione   |
|    | Italia (bandiera) | D     | Antonio Piras       |
|    | Italia (bandiera) | P     | Bruno Pisano        |
|    | Italia (bandiera) | C     | Mario Piscedda      |
|    | Italia (bandiera) | A     | Antonio Ragazzo     |
|    | Italia (bandiera) | P     | Giuseppe Sanna      |
|    | Italia (bandiera) | D     | Giampaolo Schinardi |
|    | Italia (bandiera) | P     | Aldo Sulis          |
|    | Italia (bandiera) | C     | Franco Torricelli   |

## Statistiche

### Statistiche di squadra
| Competizione | Punti | In casa | In casa | In casa | In casa | In casa | In casa | In trasferta | In trasferta | In trasferta | In trasferta | In trasferta | In trasferta | Totale | Totale | Totale | Totale | Totale | Totale | DR  |
| Competizione | Punti | G       | V       | N       | P       | Gf      | Gs      | G            | V            | N            | P            | Gf           | Gs           | G      | V      | N      | P      | Gf     | Gs     | DR  |
| ------------ | ----- | ------- | ------- | ------- | ------- | ------- | ------- | ------------ | ------------ | ------------ | ------------ | ------------ | ------------ | ------ | ------ | ------ | ------ | ------ | ------ | --- |
| Serie B      | 18    | 17      | 5       | 4       | 8       | 22      | 29      | 17           | 2            | 0            | 15           | 10           | 50           | 34     | 7      | 4      | 23     | 32     | 79     | -47 |

### Statistiche dei giocatori
| Giocatore     | Serie B  | Serie B |
| Giocatore     | Presenze | Reti    |
| ------------- | -------- | ------- |
| A. Aliprandi  | 32       | 3       |
| A. Atzeni     | 8        | 2       |
| M. Atzeni     | 14       | 0       |
| R. Busetto    | 1        | 0       |
| G. Cabella    | 4        | 0       |
| M. Caddeo     | 1        | 0       |
| L. Candura    | 1        | 0       |
| E. Cocco      | 22       | 3/-4    |
| D. Farris     | 25       | 1       |
| A. Fiori      | 17       | 1       |
| U. Fiorillo   | 5        | 0       |
| N. Gnocchi    | 21       | 0       |
| S. Grandesso  | 4        | 0       |
| A. Hellies    | 2        | 0       |
| A. Idili      | 28       | 0       |
| F. Maligoi    | 2        | 0       |
| U. Mamberti   | 31       | 6       |
| A. Marelli    | 17       | 0       |
| L. Matta      | 2        | 0       |
| M. Piccioni   | 16       | 0       |
| A. Piras      | 2        | 0       |
| B. Pisano     | 22       | -50     |
| M. Piscedda   | 19       | 0       |
| A. Ragazzo    | 23       | 9       |
| G. Sanna      | 5        | -18     |
| G. Schinardi  | 8        | 0       |
| A. Sulis      | 6        | -7      |
| F. Torricelli | 25       | 5       |